# Joachim Krüger (Politiker)
Joachim Krüger (* 6. Juli 1949 in West-Berlin) ist ein deutscher Politiker (CDU).
Krüger legte 1969 das Abitur und Baccalauréat am Französischen Gymnasium ab. Er studierte Französisch, Geschichte, Latein und Archäologie und bestand 1973 das Staatsexamen. Er arbeitete lange Jahre als Lehrer für Französisch, Latein und Geschichte an der Thomas-Mann-Gesamtoberschule in Berlin-Reinickendorf.
Krüger ist seit 1967 Mitglied der CDU, bei der er Ortsvorsitzender in Charlottenburg-Wilmersdorf und Kreisschatzmeister ist. Er war auch Landesvorsitzender der CDU-Sozialausschüsse bei der CDA, Kreisvorsitzender der CDA in Charlottenburg-Wilmersdorf und Mitglied des Kreisvorstandes. Von 2001 bis 2011 war er Stadtrat für Bürgerdienste in Charlottenburg-Wilmersdorf. Seit dem 5. Dezember 2011 gehörte er als Nachrücker für den ausgeschiedenen Andreas Statzkowski dem Abgeordnetenhaus von Berlin an. Dort war er sozialpolitischer Sprecher der CDU-Fraktion. 2016 schied er aus dem Parlament aus.